# These Dreams
«These Dreams» (en español: «Estos sueños») es una power ballad interpretada por la banda de rock estadounidense Heart, pertenece a su octavo álbum de estudio homónimo Heart (1985). Fue lanzada por la empresa discográfica Capitol Records el 13 de enero de 1986 como el tercer sencillo del álbum. Fue la primera canción de la banda en alcanzar el número uno en la lista Billboard Hot 100. La letra fue escrita por Martin Page y Bernie Taupin en 1985.